# Qualea rosea
Espèce
Synonymes
- Qualea melinonii P.Beckm.
- Qualea violacea Mart. & Zucc. ex Schult.[2]

Qualea rosea, le gonfolo rose, connu aussi sous le nom vernaculaire gonfolo, est une espèce de plantes à fleurs de la famille des Vochysiaceae. C'est un arbre présent en Amérique du Sud.
Qualea rosea Aubl. est l'espèce type du genre Qualea Aubl..

## Statut
Qualea rosea a le statut d'espèce déterminante ZNIEFF en Guyane.

## Noms connus du bois
Le bois de Quelea rosea est connu sous les noms vernaculaires de gonfolo rose, gonfolo-kwali, grignon fou, wosiwosi en Guyane, mandioqueira rosa au Brésil, yakopi au Guyana, bergi-gronfoeloe au Suriname ou mandioquiera (nom commercial).

## Histoire naturelle
En 1775, le botaniste Aublet propose la diagnose suivante :
« QUALEA (roſea) floribus amplis, carneis. (Tabula 1.)

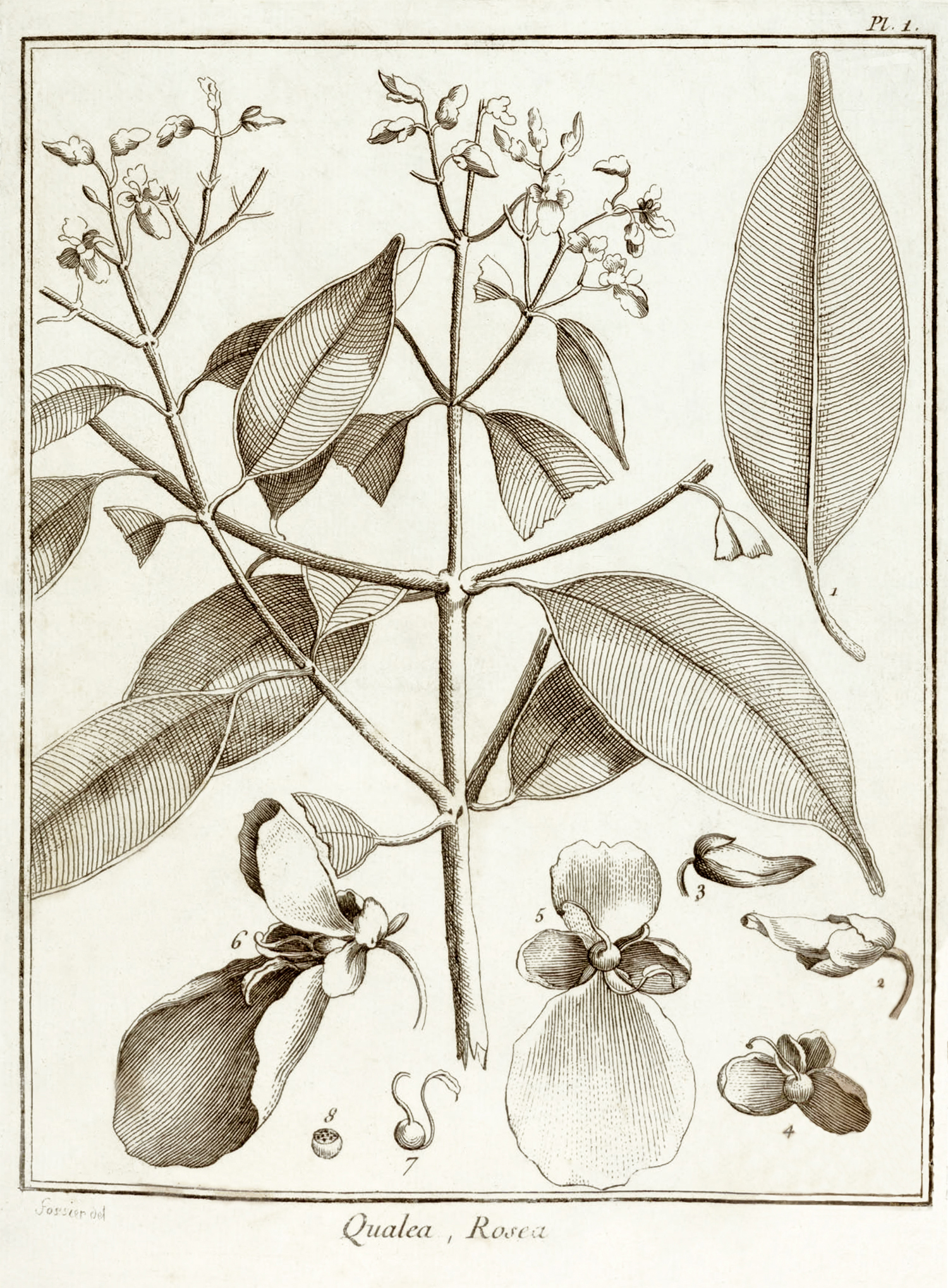
Qualea rosea par Aublet (1775) Planche 1. 1. Feuille de grandeur naturelle. - 2. Bouton de fleur. - 3. Bouton de fleur. Cornet, ou nectaire non épanoui. - 4. Calice. Piſtil. - 5. Corolle épanouie. Étamine. Piſtil - 6. Fleur vue de côte. Cornet. Calice. Étamine. Piſtil. - 7. Étamine, Ovaire. Style. Stigmate. - 8. Ovaire coupe en travers.

Arbor trunco ſexaginta-pedali, in ſummitate ramos plures, nodoſos, latè & undique ſparſos emittente ; ramuli oppoſiti. Folia oppoſita, glabra, rigida, pallidè virentia, ovata, acuta, obtuſa, nervo longitudinali ſubtùs prominente, & nervulis lateralibus innumeris, parallelis inſignita ; Stipulæ binæ, laterales, ad baſim petiolorum, deciduæ. Flores paniculati, terminates, ramis & ramulis oppoſitis ; Bracteæ binæ, exiguæ, deciduæ, ad baſim ramulorum.
Plores expanſi odorem ſuaviſſimum latè ſpargunt.
Florebat in ſylvis Sinemarienſibus. Nomen Caribæum LABA-LABA. »

« LE QUALIER rouge.. (PLANCHE 1).
Le tronc de cet arbre s'élève à ſoixante pieds & plus fur deux pieds de diamètre. Son écorce eſt ridée & gerſée. Son bois eſt rougeâtre & compact. Il pouſſe a ſon ſommet de groſſes branches ; les unes droites, & d'autres preſque horiſontales, qui s'étendent au loin & en tout ſens : elles ſont chargées de rameaux oppoſés, garnis de feuilles deux à deux & diſpoſées en croix. Ces feuilles ſont verdâtres, liſſes, luiſantes, fermes, entières, ovales, terminées par une longue pointe mouſſe. De la nervure qui les partage en deux portions, dans toute leur longueur, partent de chaque côte un grand nombre de nervures latérales, ſimples & parallèles, qui aboutiſſent au bord de la feuille. Leur pédicule eſt cylindrique, long de neuf lignes, il eſt accompagne, à ſa naiſſance, de deux stipules qui tombent.
Les fleurs naiſſent en panicules à l'extrémité des rameaux: les branches de la panicule ſont oppoſées, diſpoſées en croix, & garnies à leur baſe de deux petites écailles qui tombent.
Le calice de la fleur eſt d'une ſeule pièce, diviſé profondément en quatre parties larges, concaves, membraneuſes, coriaces & arrondies ; les deux latérales ſont plus grandes que les deux ſupérieures.
La corolle eſt à deux pétales : un ſupérieur, beaucoup plus petit que l'inférieur, relevé, échancré, blanc en-dehors & couleur de roſe en-dedans ; il a à ſa baſe extérieurement un petit cornet creux, en forme d'éperon. Le pétale ſupérieur n'a pas d'onglet : il eſt large à la naiſſance, & attaché à la paroi interne du calice. Le pétale inférieur eſt très grand & incliné : il eſt, en s'épanouiſſant, de couleur rougeâtre ; étant développé, il devient blanc vers ſon onglet, & le reſte jaune : il eſt attaché par un onglet à la paroi interne du calice.
Il n'y a qu'une étamine placée à côté de l'ovaire inférieurement; ſon filet eſt courbé par le haut en forme de croſſe. L'anthère eſt longue, jaune, courbe, à deux bourſes ſéparées par un ſillon.
Le pistil eſt un petit ovaire ſphérique, velu, qui occupe le fond du calice. Il eſt ſurmonté d'un style courbe, & celui-ci eſt terminé par un stigmate obtus.
L'ovaire, que je n'ai pas vu en maturité, étant coupé en travers, fait voir un grand nombre de ſemences enveloppées d'une ſubſtance pulpeuſe.
Cet arbre eſt nommé LABA-LABA par les Galibis. Lorſqu'il eſt en fleur, il répand au loin une odeur fort agréable.
Le Qualier croît dans les forêts de la Guiane qui s'étendent au bord de la rivière de Sinémari, à douze lieues de ſon embouchure. II étoit en fleur dans le mois de Septembre.
On a repréſenté un rameau, une feuille, les fleurs détachées, de grandeur naturelle. »